# Ewa Mielcarek
Ewa Mielcarek, z domu Deierling (ur. 5 listopada 1926 w Poznaniu, zm. 5 marca 2019) – polska przedsiębiorczyni i działaczka społeczna.

## Życiorys
Była najstarszą córką Ewy z Błotnickich i powstańca wielkopolskiego oraz właściciela hurtowni i sklepu z artykułami żelaznymi Jana Deierlinga. Zaczęła pracować mając czternaście lat. W latach 1947–49 była współwłaścicielką sklepu swojego ojca. W 1950 ukończyła studia z zakresu ekonomii na Wydziale Organizacji i Zarządzania Akademii Ekonomicznej w Poznaniu. W latach 1956–1978 działała w komitetach rodzicielskich szkoły podstawowej i liceum, organizowała akcje opiekuńcze i charytatywne oraz wycieczki krajoznawczo-poznawcze dla dzieci i młodzieży.
W 1989 była prezesem firmy Deierling i Ska. W 1993 została współzałożycielką, a następnie przewodniczącą Fundacji Ochrony Zabytków Wielkopolski. Była także honorowym prezesem Towarzystwa Bambrów Poznańskich. Wchodziła w skład Komitetu odbudowy Zamku Królewskiego w Poznaniu. 
Sfinansowała renowację barokowej ambony i odnowienie złotego krzyża na kopule Złotej Kaplicy, a także odtworzenie obrazu Matki Boskiej w głównym ołtarzu kościoła św. Małgorzaty w Poznaniu. 
Dama Orderu Świętego Sylwestra nadanego przez Benedykta XVI. Odznaczona między innymi medalem „Labor Omnia Vincit” przyznanym przez Towarzystwo im. Hipolita Cegielskiego oraz medalem „Optime Merito Archidioecesis Posnaniensis” za znaczące zasługi dla archidiecezji poznańskiej. Wyróżniona odznaką „Złotej Bamberki”. W 2013 otrzymała od Rady Miasta Poznania odznaczenie „Zasłużony dla Miasta Poznania” w uznaniu zasług „dla ochrony dziedzictwa kulturowego Miasta Poznania, ze szczególnym uwzględnieniem działań na rzecz kultywowania lokalnej tradycji”.

## Życie prywatne
W 1948 poślubiła Edwarda Mielcarka. Miała trzy córki.